# Miomelon alarconi
Miomelon alarconi is een slakkensoort uit de familie van de Volutidae. De wetenschappelijke naam van de soort is voor het eerst geldig gepubliceerd in 1974 door Stuardo & Villas.